# Nakamura Chōbei
Nakamura Chōbei (中村 長兵衛) var en bandit og bonde, der levede i det 16. århundrede i Azuchi-Moyama-periode i Japan. Han var leder af en bande banditter, der var stationerede ved en mindre by kaldet Ogurusu, der lå tæt på slagmarken fra Slaget i Yamazaki fra 1582.

## Død
Det rygtes, at Nakamura slog generalen Akechi Mitsuhide ihjel. Ifølge dette rygte, drog Mitsuhide igennem landsbyen Ogurusu efter at have lidt nederlag ved Yamazaki. Mens han red gennem landsbyen, kom han forbi Chōbei, der gemte sig i en bambuslund. Chōbei dræbte Mitsuhide ved at kaste et spyd ind i ham. Drabet fandt sted under en måned efter Mitsuhide havde fået arrangeret drabet på den kendte daimyo Oda Nobunaga.

## I populærkultur
Nakamuras berygtede drab på Mitsuhide er inspirationen bag den levende ninjadukke fra den animerede film Ternet Ninja, der rent faktisk er besat af ånden fra en ninja ved navn Taiko Nakamura.